# Oriel Park
Oriel Park è un impianto sportivo polivalente, sfruttato per la maggior parte per il calcio e situato a Dundalk, nella Contea di Louth. Ha una capienza di 4500 posti totali (di cui 2/3 a sedere) ed è il campo casalingo del Dundalk Football Club.

## Storia
Nel febbraio del 2005 fu annunciato il miglioramento futuro dello stadio. Inizialmente fu sostituito il vecchio terreno di gioco con uno adatto a qualsiasi condizione meteorologica (dal costo di 1,5 milioni di Euro). Nel dicembre dell'anno successivo, invece, venne comunicata l'intenzione di aggiungere servizi per i disabili, sale giochi, una palestra, un parcheggio sotterraneo, degli spogliatoi, una sala stampa e una sala multifunzionale. Ciò costò al club circa cinque milioni di euro. Altri lavori riguardarono la costruzione di un bar e l'ampliamento della tribuna principale.
All'inizio del 2007 fu riparato il tetto della tribuna appena menzionata, in seguito ai danni provocati da un temporale e, durante il corso dello stesso anno, per rispettare le norme di sicurezza imposte dalla Uefa, è stata ridotta la capienza da 12000 posti a quella attuale.
Lo stadio ha ospitato 3 partite della Nazionale di calcio dell'Irlanda Under-21 e alcune partite durante l'europeo under-16 del 1994.

### Ulteriori lavori
Vista la partecipazione della squadra alla UEFA Europa League 2010-2011 è stato reso necessario ampliare la capienza a 3000 posti a sedere (precedentemente divisi tra i 900 della tribuna 2 e i 1100 della principale). Proprio sulla principale sono stati aggiunti nuovi seggiolini. In questo modo lo stadio è diventato un 2 stelle a livello UEFA e potrà ospitare match internazionali ufficiali di rappresentative giovanili, sia a livello di club che di nazionale.